# Pseudolasius salvazai
Pseudolasius salvazai é uma espécie de formiga do gênero Pseudolasius, pertencente à subfamília Formicinae.